# 尚福勒
尚福勒（法語：Champhol，法語發音：[ʃɑ̃fɔl]）是法国厄尔-卢瓦省的一个市镇，位于该省中东部，省会沙特尔市区东北部，属于沙特尔区和沙特尔城市圈公共社区。

## 地理
尚福勒（48°28'7"N, 1°30'8"E）面积5.37 平方千米，位于法国中央-卢瓦尔河谷大区厄尔-卢瓦省，该省份为法国北部内陆省份，北起顺时针与厄尔省、伊夫林省、埃松省、卢瓦雷省、卢瓦-谢尔省、萨尔特省和奧恩省接壤。
与尚福勒接壤的市镇（或旧市镇、城区）包括：沙特尔、加维尔-瓦塞姆、圣普雷、莱沃。

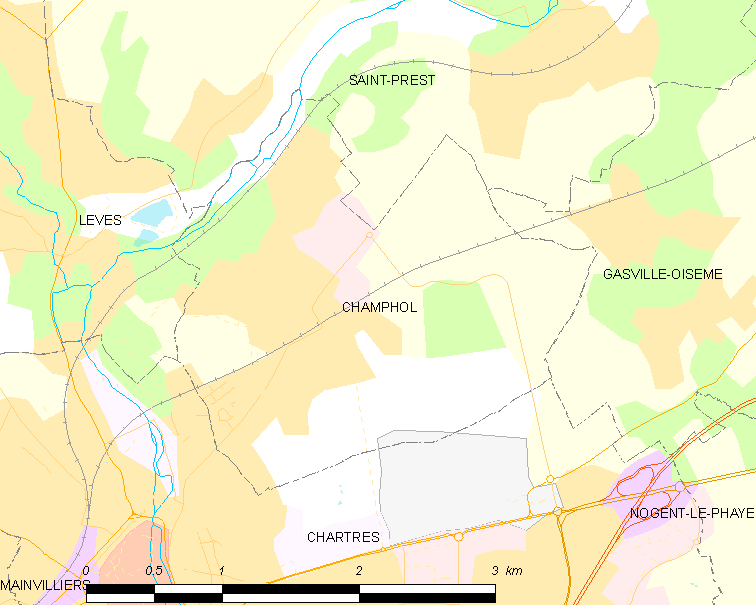
尚福勒的OSM定位图

尚福勒的时区为UTC+01:00、UTC+02:00（夏令时）。

## 行政
尚福勒的邮政编码为28300，INSEE市镇编码为28070。

## 政治
尚福勒所属的省级选区为沙特尔第一县。

## 人口

1962-2008年间尚福勒人口变化图示

尚福勒于2022年1月1日时的人口数量为3674人。